# Hydraena canticacollis
Hydraena canticacollis är en skalbaggsart som beskrevs av Perkins 1980. Hydraena canticacollis ingår i släktet Hydraena och familjen vattenbrynsbaggar. Inga underarter finns listade i Catalogue of Life.